# Tortula laureri
Tortula laureri là một loài Rêu trong họ Pottiaceae. Loài này được (Schultz) Lindb. miêu tả khoa học đầu tiên năm 1864.